# Отец Сергий
«Оте́ц Се́ргий» — повесть, написанная Львом Николаевичем Толстым в 1890—1898 годax и опубликованная в 1911 году.

## История
Идея создания повести появилась у Толстого в 1889—1890 годах и связана с личностью Марии Павловны Чеховой, о чём сестра великого русского драматурга вспоминала так: 
Было несколько человек гостей, и шел оживленный разговор, в котором горячее участие принимал и Лев Николаевич. Прислушавшись, я поняла, что речь идет о каком-то светском молодом человеке, студенте белоподкладочнике, который неожиданно для всех постригся в монахи. Толстого эта история, очевидно, очень занимала.
— Я тоже знаю такой случай, — сказала я.
— Да, что вы, Марья Павловна! — оживился Толстой, — и вы лично знали этого молодого человека? — Он сразу же всем туловищем повернулся ко мне.
— Разумеется, знала, — отвечала я. — Я даже однажды с ним на балу танцевала.
— Да? Ну и что? И как же вы с ним танцевали? Какой танец? Он был хорошим танцором? А о чем вы с ним во время танца разговаривали?
Толстой даже кулаки подложил под коленки, устраиваясь поудобнее и буквально забрасывая меня вопросами: «А не было ли тут несчастной любви? А был ли он вообще влюбчив? А из какой он семьи? А каков он из себя? Как одевался? Приятен ли характером?»
Я отвечала, как могла, удивляясь тому, что граф Толстой так любопытен и невежливо настойчив. Отсидев положенное время, я стала прощаться. Меня уговаривали остаться пить чай, но я извинилась и все-таки распрощалась.
— Я провожу М. П. до извозчика, — заявила Татьяна Львовна.
— Нет уж, — сказал Толстой, — я сам провожу М. П. Посажу на извозчика и возьму марку.
Это означало заметить номер пролетки. Так обычно поступали, когда дама уезжала одна. Всю дорогу Л. Н. продолжал настойчиво расспрашивать все о том же студенте.

Я вспомнила об этом случае через несколько лет, когда читала «Отца Сергия». Этот рассказ Лев Николаевич прислал мне с дарственной надписью: «Дорогой Марии Павловне с благодарностью за сюжет. Л. Н. Толстой».
Первый план появился в дневнике Толстого 3 февраля 1890 года. 6 июня Лев Николаевич писал:
Начал Отца Сергия и вдумался в него. Весь интерес — психологические стадии, которые он проходит.
 

Толстой перерывами работал над повестью до сентября 1891 года. Вернулся к ней он только к 1898 году. 12 июня 1898 года Лев Николаевич отметил в дневнике: 
Нынче совсем неожиданно стал доканчивать «Сергия».

В октябре 1900 года, когда Лев Николаевич встречался с Максимом Горьким,  пересказал ему содержание повести. Горький вспоминал: 
…я слушал рассказ, ошеломлённый и красотой изложения, и простотой, и идеей.

## Описание сюжета
1840-е годы. В петербургском обществе происходит удивившее всех событие: молодой, блестящий офицер гвардии, красавец, князь Степан Касатский, находящийся на подъёме карьеры, накануне свадьбы с графиней Коротковой, фрейлиной императрицы неожиданно разрывает помолвку, уходит в отставку, отдаёт имение сестре и уходит в монастырь. Но для самого князя и его сестры, такой же гордой как он сам, это неудивительно.
После смерти отца его отдали в Пажеский корпус. Мальчик отличается блестящими способностями, огромной гордостью и самолюбием, но вспыльчивость несколько раз едва не губит его карьеру. Император Николай I часто посещает корпус и Касатский буквально влюблён в императора, который в свою очередь выделяет его среди других учеников. После выпуска из корпуса Касатский попадает в гвардию. Его самолюбие принуждает его много работать над собой: например заметив за собой неловкость во французской речи он осваивает французский как родной, повышает общее образование, становится образцовым офицером, отличным танцором и шахматным игроком. Касатский решает вступить в высший свет, где его пока воспринимают как чужого. Для этого он решает жениться на графине Марии Коротковой, девушке из этого круга. Сначала она холодна к нему, затем принимает его ухаживания. Между ними вспыхивает любовь, ожидается свадьба. Касатский не знает что Короткова была любовницей императора. Она признаётся в этом жениху, но тот считающий, что его избранница должна быть небесной чистоты, не может вынести такого оскорбления и крушения идеалов. Христианская вера с детских лет не нарушалась в нём и он уходит в монастырь.
Касатский безропотно подчиняется игумену монастыря как своему старцу. На третий год он принимает постриг под именем отца Сергия. Перед ним открывается путь к высшим религиозным должностям. Сергий получает перевод в столичный монастырь, но там ему тяжело из-за посетительниц-женщин и карьериста-игумена. Сергий вступает в конфликт с игуменом. Старец считает, что Сергию нужно обуздать гордыню и советует ему удалиться в затвор на место недавно умершего затворника Иллариона. Сергий отправляется в местный монастырь и поселяется в пещере Иллариона.
На шестой год затворничества, на праздник масленицы веселая компания из соседнего города проезжает мимо кельи. Одна из дам, разведённая Маковкина, решает на спор соблазнить Сергия. Противясь соблазну, отец Сергий отрубает топором палец. Маковкина просит прощения, Сергий прощает её и просит уйти. Через год она постригается в монахини (возможно, эпизод является отсылкой на житие Мартиниана Палестинского). Этот случай прославляет Сергия как праведника. К нему являются посетители, одна из них умоляет исцелить своего сына. Сергий сопротивляется, но в итоге накладывает руки, молится и мальчик исцеляется. Сергий приобретает всероссийскую славу. Церковное начальство быстро соображает как ему быть, устраивает гостиницу, часы приёма, придаёт Сергию слуг, освобождает его от работ. Сергий чувствует что многочисленные паломники отвлекают его от Бога, будто засорив и загадив своей многочисленностью слабый источник воды. Он всё ещё осознает свою неспособность достичь истинной веры и испытывает скуку, тщеславие и похоть. Сергий размышляет о побеге и подготавливает всё необходимое для этого.
Вскоре к нему за тысячу четыреста вёрст прибывает купец с просьбой исцелить свою слабоумную дочь Марью. Девушка остаётся на ночь в келье Сергия и соблазняет его. На следующее утро Сергий сбегает. Он видит во сне ангела, приказывающий ему найти Пашеньку, знакомую его детства и узнать в чём его грех и спасение. Сергий находит состарившуюся Прасковью Михайловну, которая овдовев и обеднев, ведёт нелёгкую жизнь с дочерью, малолетними внуками и невротиком-зятем. Сергий осознаёт, что Пашенька живёт для Бога, думая что живёт для людей, а сам он жил для людей, думая что живёт для Бога. Сергий пускается в странствования, читая людям Евангелие, помогая людям и постепенно Бог начинает проявляться в нём. Его задерживает полиция, Сергий объясняет, что у него нет паспорта а сам он раб божий. Его судят за бродяжничество и ссылают в Сибирь. В Сибири он поселяется на заимке у богатого мужика, работает в огороде, учит детей, и ходит за больными.

## Экранизации
В 1918 году Яковом Протазановым был снят немой художественный фильм по мотивам повести. Отца Сергия сыграл Иван Мозжухин.
В 1945 году на экраны вышел французский фильм Отец Сергий режиссёра Люсьена Гарнье-Раймонда, отца Сергия сыграл Жак Дюмесниль
В 1978 году повесть снова была экранизирована. Режиссёром выступил Игорь Таланкин, отца Сергия сыграл Сергей Бондарчук.
В 1990 году появилась экранизация повести под названием «И свет во тьме светит» (Италия — Франция — Германия). Создателями картины действие перенесено из России в Неаполитанское королевство, однако фабула произведения была сохранена. Премьера состоялась на Каннском кинофестивале во внеконкурсной программе. Композитор Никола Пиовани получил премию «Серебряная лента» Итальянского синдиката киножурналистов.
В 2013 году по мотивам повести российским режиссёром Шарофат Арабовой был снят короткометражный фильм «Серж»

## Театр
Московский театр юного зрителя. Режиссёр -  Кама Гинкас (2022)
Тульский академический театр драмы.   
Режиссёр - Алексей Доронин (2023)

## Оценки
Повесть находит неоднозначную оценку в православной церковной среде. Падение отца Сергия стало камнем преткновения для многих читателей. Одна сторона на основании этого утверждает, что Лев Николаевич создал «антижитие» с целью дискредитировать старчество, другая точка зрения утверждает, что повесть Толстого находилась в русле византийско-русской агиографической традиции. Обычно находят сходство с византийским житием Макария Римского, однако достоверно неизвестно, кто послужил прототипом главного героя повести, хотя в своих воспоминаниях Мария Павловна Чехова упоминает конкретное лицо: 
«Лев Николаевич посадил меня на скамейку рядом с собой. Кто-то из гостей, продолжая, очевидно, ранее начатый разговор, говорил о том, как странно, что гусар ушёл в монахи. Тогда я рассказала о нашем знакомом студенте Степане Алексеевиче Петрове, весёлом молодом человеке, который бывал и танцевал на наших вечеринках, а после окончания университета постригся в монахи и принял имя отца Сергия и теперь стал архиереем. Помню, Лев Николаевич как-то забавно подскочил на скамейке и стал расспрашивать подробности.  Когда я стала собираться домой, Татьяна Львовна предложила пойти проводить меня до извозчика, но Лев Николаевич сказал:
— Нет, я провожу Марию Павловну.
Мы пошли по Хамовническому переулку. Толстой всё продолжал расспрашивать меня о С. А. Петрове. Дойдя до извозчичьей стоянки, Лев Николаевич усадил меня в экипаж, и мы простились.»
Впрочем, следует отметить, что в отличие от религиозных взглядов Толстого, Русская православная церковь никогда не давала официальной оценки его художественных произведений. Поэтому никакая из высказываемых православными авторами позиций не может претендовать на выражение мнения всей Церкви.
Обособленно стоит вопрос о том, как в повести проявилось отношение Толстого к царской власти на примере образа Николая Павловича.